# Idy Hegnauer

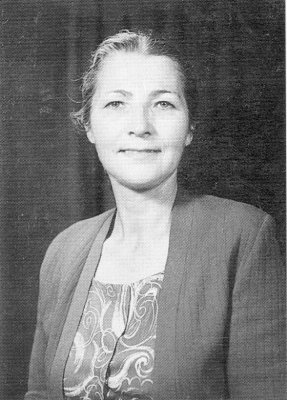
Idy Hegnauer (1950)

Idy Hegnauer (geb. 12. September 1909 als Ida Häberling in Obfelden; gest. 19. November 2006 in Affoltern am Albis) war eine Schweizer Krankenschwester und Friedensaktivistin.

## Leben
Hegnauer war Quäkerin und Mitglied der Sozialistischen Jugend. Sie besuchte die Soziale Frauenschule in Zürich.
1937 meldete Hegnauer sich für einen humanitären Einsatz des Service Civil International (SCI) und der Ayuda Suiza in Valencia. Sie besorgte den Haushalt für Freiwillige aus ganz Europa, die mit Lastwagen Flüchtlinge vor dem Spanischen Bürgerkrieg in Sicherheit brachten. Während des Einsatzes lernte sie ihren späteren Mann Ralph Hegnauer (1910–1997) kennen.
Sie blieb in den folgenden Jahrzehnten der humanitären Hilfe treu, auch weiterhin in Kriegsgebieten. Mit dem Service Civil International absolvierte sie von 1948 bis 1950 einen Dienst in Gaza und Israel. Mit ihrem Ehemann half sie für das American Friends Service Committee (AFSC) bei der Güterverteilung an Flüchtlinge im Rahmen der UNO-Flüchtlingshilfe. 1950 und 1951 war sie in Indien und Pakistan tätig. Ende der 1950er Jahre organisierte sie in der Schweiz eine Spendenkampagne für algerische Flüchtlingskinder, die vor dem Unabhängigkeitskrieg nach Tunesien und Marokko flohen, und baute mehrere Heime auf.
Von 1980 bis 1984 arbeitete sie im Kinderspital in Affoltern am Albis. Für den Service Civil International war sie im Komitee der Schweizerischen Flüchtlingshilfe vertreten. In ihren letzten Lebensjahren schrieb sie eine Autobiografie.

## Werke
- Das Leben schreibt Geschichten. Service Civil International 2001.
- Laura: Jugenderinnerungen, 1914-1927. B. Furrer 2006.